# بتر نویز میوزیک
بتر نویز میوزیک (انگلیسی: Better Noise Music) یک ناشر موسیقی آمریکایی است که در سال ۲۰۰۶ با نام الون سون میوزیک (Eleven Seven Music) توسط آلن کواک ایجاد گردید.